# クウェート侵攻
クウェート侵攻（クウェートしんこう、英語: Invasion of Kuwait、アラビア語:الغزو العراقي للكويت）は、1990年にイラクがクウェートに侵攻した事件であり、湾岸戦争の発端となった。イラク軍は6時間でクウェート全土を占領し、クウェートの首長など政権幹部は隣国で友好国のサウジアラビアのターイフに亡命政府を作って抵抗した。イラク・クウェート戦争（イラク・クウェートせんそう、英語: Iraq-Kuwait War）とも言われる。

## 開戦に至る経緯

### イラクの経済的苦境
1989年11月、イラクのバグダードを訪問したクウェートのジャービル首長は、イラクに対してイラン・イラク戦争時の400億ドルの借款の返済を要請した。しかし当時のイラクは、アラブ世界以外の国からの負債に対する返済だけで、毎年の石油収入の約半分に達する状況であった。またアラブ世界からの負債も似たような状況であったが、イラクは、自国こそがアラブ世界をイランから守る唯一の守護神であると考えていたことから、借款の返済どころか新たな援助さえも要求した。
8年間のイラン・イラク戦争を通じてイラク軍の規模は4倍となり、1988年夏の時点で、ペルシア湾岸の一大軍事国家となっていた。イラク陸軍だけでも湾岸協力会議（アラブ首長国連邦、バーレーン、クウェート、オマーン、カタール、サウジアラビア）諸国全ての陸軍よりも3倍強力であった。イラクのフセイン大統領は、自分には弱みがなく、湾岸地域のリーダーとして振舞えると確信していた。
しかしイラクの経済的苦境は歴然としていた。イラン・イラク戦争前は外貨準備高350億ドル以上を保有していたが、戦争によって800億ドル以上の負債を抱えるとともに、経済復興に2,300億ドル以上が必要な状況になってしまい、1988年のイラクの国内総生産（GDP）は380億ドルに過ぎなかった。しかも下記のように原油価格も下落した結果、石油収入は以前の50パーセントにまで低下していた。

### クウェートとの摩擦
1978年のイラン革命等による原油価格高騰（第2次オイルショック）の影響を脱した後、2度のオイルショックを教訓として世界的に省エネルギー化が進展し、また石油輸出国機構（OPEC）加盟国以外での石油開発も進んだことで、1980年代に入ると原油価格は下落傾向となっていた。OPECによる市場支配力は大きく低下しており、原油価格急落を回避するための需給調整役として減産を担っていたサウジアラビアも1985年にはついに価格防衛から撤退、これを契機として、原油価格は1986年1月の26.0ドル/バレルから8月には7.7ドル/バレルにまで下落した。その後、価格下落を受けたOPECが減産体制を強化すると価格は上昇に転じるが、市況が回復してくると危機感が薄れ、加盟各国が割当量を超えて増産するようになり、価格が再び低下するという循環的な相互作用が続き、原油価格は不安定に推移した。
この動きのなかで、1990年7月には原油価格は12ドル/バレル程度にまで下落したが、イラクは、この価格下落はクウェート及びアラブ首長国連邦がOPECの国別生産枠を超えて原油を過剰に生産したことによって引き起こされたものであるとして、両国を非難した。また、このような経済的苦境下でクウェートが借款の返済を要請してきたことについて、フセイン大統領はアメリカ合衆国やイスラエルの陰謀が背景にあると考えるようになっており、この陰謀論は、イラク指導部の間で広く共有されていった。
7月10日の湾岸5か国石油相会議において1990年前半の生産枠の遵守が確認され、この問題も一段落着いたかとみられていたが、7月16日にはアズィーズ外相がアラブ連盟のクリービー事務総長に対してクウェートを非難する書簡を送付した。7月17日は1968年のクーデターでバアス党政権が成立した記念日であったが、この日の演説で、フセイン大統領は「クウェート等が石油の過剰生産をやめなければ武力を行使する」と述べた。OPEC総会を控えて、7月中旬頃からは、クウェートとの国境地帯において軍部隊の集結が開始された。7月27日には、ジュネーヴで行われていたOPEC総会において、原油最低価格の引き上げや原油の減産などイラクの立場を配慮した形での妥協が成立したものの、既にこの程度の妥協ではフセイン大統領を納得させることができないほど、イラク・クウェート間の対立は厳しさを増していた。
これに対してエジプトとサウジアラビアが両国間の仲介を試み、7月31日にはサウジアラビアのジッダで両国間の会談が実現した。このジッダでの会談は、クウェートとしては今後長期にわたる交渉を実現する上での第一段階として位置づけていたのに対し、フセイン大統領には、そのように悠長に構えるつもりは全くなかった。この会談で、イラクはクウェートに対して負債の帳消しとともにブビヤン島などの割譲を要求したが、クウェートはこれらの要求を拒絶した。この時、イラクは開戦を決意したとされる。

## 侵攻の経過

### 侵攻の準備
侵攻の主力となる共和国防衛隊（RG）に対しては、7月12日より順次に侵攻に備えた情報資料が配布され、7月31日にはクウェート政府高官のリストも配布された。一方、正規の軍組織は等閑に付されており、国防大臣も参謀総長も何も知らされず、ニザル・ハズラジ陸軍参謀総長は、後日、クウェート攻撃をラジオのニュースで初めて知るような状況だった。また、当初の計画ではクウェート領土の一部を対象とした限定的な攻撃とされていたが、フセイン大統領の指示により、最終段階でクウェートの全面占領作戦へと変更された。
一方のクウェート軍は、7月17日のフセイン大統領の演説を受けて警戒態勢を取ったものの、これはほぼジェスチャーに近いものであり、また週末にはその警戒態勢でさえ25％に減じている状況だった。またイラク側は、侵攻前からクウェート市内部に多くの工作員を潜入させ、重要な施設を監視していたが、クウェート当局はこれに対しても特段の対策を講じなかった。
アメリカ国防情報局（DIA）は、偵察衛星からの画像によって早くからイラクの侵攻準備体制を把握していたが、上記のようにイラク側も当初は限定攻撃のみを企図していたこともあって、部隊間の無線交信量の増大や重砲兵部隊の存在、弾薬の事前集積や後方支援部隊などが欠けていたことから、7月下旬においても、統合参謀本部（JCS）および中央軍（CENTCOM）ともに「クウェートとの交渉を有利に進めようとする恫喝の可能性が高い」と評価していた。

### 戦闘の展開
1990年8月2日午前1時（現地時間）、イラク軍はクウェート国境を越えて侵攻を開始した。侵攻の先鋒は、共和国防衛隊の第1「ハンムラビ」機甲師団、第2「アル＝マディーナ」機甲師団、第3「タワカルナ」機械化歩兵師団の3個の精鋭師団が担い、またその後方には、やはり共和国防衛隊に所属する4個歩兵師団が続くことになっていた。ただしこれらの侵攻部隊のうち、完全定数の弾薬・燃料を携行していたのは、侵攻部隊を先導する2個中隊のT-72戦車、計24両のみだったとされる。
侵攻開始30分後には、特殊部隊がクウェート市に対してヘリボーン強襲を実施、また海からもコマンド部隊が王族を捕らえるための上陸作戦を行っていた。しかしクウェート首長一族のほとんどは逃亡に成功し、首長の弟であるシェイク・ファハド・アル＝サバーハのみが宮殿に残っていたために殺害された。イラク侵攻部隊はほとんど抵抗を受けずに前進し、早くも5時30分にはクウェート市へ突入し、市内にいたコマンド部隊と合流した。
主要なクウェート政府施設は5時間以内にイラク軍に確保され、翌朝までに全土の戦略拠点が占領された。クウェート軍第35機甲旅団の戦車が、絶望的に劣勢な中で短時間の防御戦闘を実施したが (Battle of the Bridges) 、多くのクウェート陸軍部隊は降伏あるいはサウジアラビア方面へ退却し、高級指揮官の多くは軍を督戦するかわりに南へ逃亡してしまった。また空軍も、多くのイラク軍ヘリコプターや装甲車両を仕留めたと主張されてはいるものの、主要な飛行場は正午までに占領され、ミラージュF1戦闘機15機を擁していたアリー・サーリム空軍基地もその日のうちに、またA-4攻撃機19機を擁していたアフマド・アル＝ジャービル空軍基地も翌日には放棄された。残存クウェート空軍機はサウジアラビアやバーレーンへ退却した。
なお、占領されたクウェート国際空港に着陸したブリティッシュ・エアウェイズ149便の乗員乗客がイラクの首都バグダードに連行される事件も発生した（ブリティッシュエアウェイズ149便乗員拉致事件）。

## 侵攻後

### 占領下のクウェート

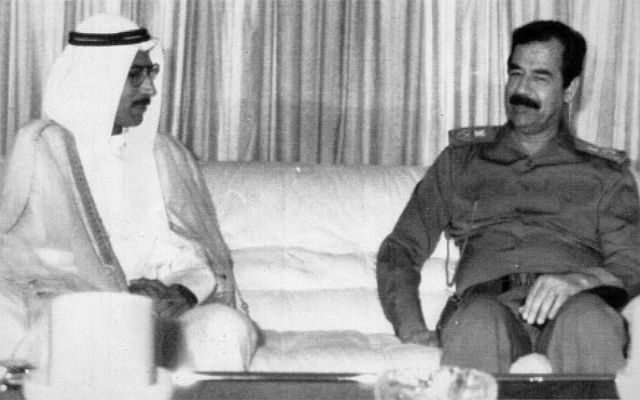
バグダッドで会談するサダム・フセインとアラー・フセイン・アリー「クウェート共和国」首相

当初、フセイン大統領は、クウェート王族を確保してイラクへの併合を承諾させることを企図していたとされるが、上記の通りこれが果たせなかったことから、クウェートとイラクの二重国籍を持ち、バース党員であるとともにクウェート陸軍の初級幹部でもあったアラー・フセイン・アリーを大佐に昇進させるとともに、彼を首相とする「クウェート暫定革命政府」を成立させた。しかし、臨時政府へ加わる有力なクウェート人はいなかった。
1990年8月4日、同政府は「クウェート共和国」の樹立を宣言した。しかし、国際社会がこれを承認しないことが分かるや、8月8日、イラク革命指導評議会は、クウェートの併合を決定。クウェートをバスラ県の一部と、新たに設置したイラク19番目の県「クウェート県」とした。
イラク軍のクウェート制圧後、共和国防衛隊の各師団は通常のイラク軍師団と交代し、多くのイラク軍部隊がサウジアラビアとの国境へ配備された。ただしクウェートに駐留していたイラク軍は、駐留は政治的駆け引きのためと考えて士気は高くなく、サウジアラビアに集結しつつある多国籍軍と戦うことは正気の沙汰とは思っていなかった。イラクはクウェートへの戦闘機の派遣は行わず、防空は地対空ミサイルや対空機関砲によって行っていたが、イラク本土から発進した空軍機によるサウジアラビアへの領空侵犯が繰り返された。
一方、占領下のクウェートではレジスタンス活動が活発化しており、1990年10月にはイラク軍高官が宿泊していたクウェート・インターナショナル・ホテルを車爆弾によって攻撃したほか、多国籍軍とも連携して、情報収集活動を行った。

### 国際社会の反応
イラクのクウェート侵攻は世界から激しい非難を浴び、国際連合では、侵攻当日の8月2日のうちに、イラク軍の即時無条件撤退を求める安全保障理事会決議660が採択された。イラクがこの決議を無視したことから、国際連合安全保障理事会は、6日には加盟国に対イラク経済制裁を義務付ける決議661、また9日にはイラクによるクウェート併合を無効とする決議662を採択した。
一方、アラブ各国は、当初この問題をアラブ諸国間で解決しようとして、8月10日に開催されたアラブ連盟首脳会議ではイラクを非難するとともにアラブ諸国の軍隊派遣を求める決議を採択した。しかしイラク周辺のアラブ諸国の中でイラクを支持したのはヨルダンだけだったものの、決議に賛成したのは会議に出席した20か国のうち12か国だけで、他の8か国は反対または態度を留保しており、各国の意見はまとまらず、早くもアラブ諸国だけで湾岸危機を乗り切ることは絶望的となった。
他方、イラクによる直接的な脅威にさらされたサウジアラビアの要請を受け、西側諸国やアラブ諸国は同国に陸軍及び空軍の部隊を派遣し、また、アメリカ合衆国を始めとする西側諸国はペルシャ湾及びその近海に艦隊を派遣した。特にアメリカ軍のサウジアラビア国内への展開は、宗教的問題からサウジアラビア側が躊躇すると予測されていたのに対して、実際には、8月6日にチェイニー国防長官・シュワルツコフ中央軍司令官から説明を受けたファハド国王の決断によって即座に了承されたことで、8月7日にはアメリカ陸海空軍の指定された部隊に対して湾岸地域への展開命令が発令され、砂漠の盾作戦が発動された。

## 時系列
- 1990年
  - 7月10日 - ジッダで開催された湾岸5か国会議において、クウェートとアラブ首長国連邦の石油過剰生産が議題に取り上げられる[12]。
  - 7月15日 - イラクのターリク・アズィーズ外務大臣が、アラブ連盟にクウェートへの債務取り消しを要求する信書を送る。
  - 7月17日 - サッダーム・フセインがイラク国営テレビで演説し、クウェートとアラブ首長国連邦の石油過剰生産を批判する。
  - 7月18日 - アズィーズ外相がアラブ連盟に再び信書を送り、クウェートがルメイラ油田の盗掘を行っていると指摘する。クウェート議会はアズィーズ信書を否定する声明を決議する。
  - 7月19日 - 共和国防衛隊がクウェート国境に3万人の軍隊を移動させる。
  - 7月20日 - クウェートが、イラクの要求を非難する声明を発表する。
  - 7月22日 - イランが、イラクの石油価格値上げ案への支持を表明する。
  - 7月24日 - アメリカ国防総省がペルシア湾周辺を警戒地域に指定する。イラクはクウェート国境に陸上部隊3万人を集結させる。
  - 7月25日 - エジプト大統領のムバーラクがバグダードを訪問。サッダームと会談しクウェートへの侵攻は行わない旨と、代表団によるクウェートとの交渉を行うことで合意する。一方でイラクはクウェートに対して、ルメイラ油田盗掘の損害賠償の支払いを要求する。
  - 7月27日 - スイスのジュネーヴで石油輸出国機構の総会が開催される。参考価格を21ドルとし、生産上限を日産2250万バレルにすることに合意する。アメリカ連邦議会が、イラク通商制裁法案を採択する。
  - 7月28日 - クウェートとイラクの代表者交渉が開始される。クウェートは首相のサアド・サバーハ、イラクの代表は革命指導評議会副議長のイッザト・イブラーヒーム。
  - 7月29日 - 共和国防衛隊がクウェート国境地帯に再結集する。
  - 8月1日 - イラクとクウェートの交渉が決裂する。共和国防衛隊がクウェート国境に10万人を集結し、両国は国境を閉鎖する。
  - 8月2日
    - 2時00分 - 共和国防衛隊がクウェート国境を突破。
    - 2時35分 - クウェート首長のジャービル3世が、サウジアラビアのファハド国王に電話連絡し、イラクの侵攻を伝える。
    - 国際連合は緊急安全保障理事会を招集して、イラク軍の即時無条件撤退を要求する共同決議案660を全会一致で採択する。